# Planstelle
Eine Planstelle ist in Deutschland im Stellenplan eines Haushaltsplanes des jeweiligen Verwaltungsträgers nach Amt und Besoldungsgruppe ausgewiesen für eine natürliche Person in einem öffentlich-rechtlichen Dienstverhältnis (Beamten, Soldaten oder Richter). Für eine auf diese Weise ausgewiesene Planstelle werden Haushaltsmittel zur Zahlung der Dienstbezüge bereitgestellt. Der Planstelle entspricht die „Stelle“ für Arbeitnehmer bei öffentlichen Arbeitgebern.

## Allgemeines
Planstelle ist in der öffentlichen Verwaltung eine im Haushaltsgesetz bewilligte und durch Personen besetzte oder besetzbare Arbeitsstelle in Behörden, sonstigen Dienststellen oder öffentlichen Unternehmen. Dort wird Personal nicht nach verfügbaren Haushaltsmitteln, sondern nach Planstellen bewirtschaftet. Die Schaffung oder Besetzung von Planstellen ist mithin nicht von der jeweiligen Einnahmesituation abhängig. Dieses sehr haushaltsspezifische Verfahren ist im Personalbereich aus dem besonderen Status entstanden, den Beamte nach deutschem öffentlichen Dienstrecht genießen. Aus dem Prinzip lebenslanger Beschäftigung, der Fürsorgepflicht des Dienstherrn und der Versorgung der Beamten und ihrer Angehörigen resultieren in der Regel jahrzehntelange Zahlungsverpflichtungen, die sich sogar über den Tod des Planstelleninhabers hinaus auswirken. Die Einstellung eines Beamten hat also im Normalfall erhebliche finanzielle Auswirkungen auf den Haushalt seines Dienstherrn. Die Planstelle schafft dafür über den gesamten Zeitraum des Dienstverhältnisses die Ermächtigung, ohne dass es dafür noch der sonst bei Ausgaben üblichen Verpflichtungsermächtigung bedarf.

## Anwendung
Dieses Planstellenverfahren wird auch für die Stellen der Arbeitnehmer im öffentlichen Dienst angewandt. Planstellen dürfen nur für Aufgaben eingerichtet werden, zu deren Wahrnehmung die Begründung eines Beamtenverhältnisses zulässig ist (Wahrnehmung hoheitsrechtlicher Aufgaben) oder von Aufgaben, die zur Sicherung des Staates oder des öffentlichen Lebens nicht ausschließlich Personen übertragen werden dürfen, die in einem privatrechtlichen Arbeitsverhältnis stehen (§ 5 BBG; § 3 Abs. 2 BeamtStG) und die in der Regel Daueraufgaben sind (§ 17 Abs. 5 BHO). Die Veranschlagung von Planstellen ist nach Besoldungsgruppen und Amtsbezeichnungen im Haushaltsplan auszubringen (§ 12 Abs. 6 HGrG; § 17 Abs. 5 BHO).
Die im Haushaltsplan aufgeführten Planstellen und Stellen sind in der Planstellen-/Stellenübersicht ausgewiesen. Das Dienstverhältnis eines Beamten auf Probe oder Lebenszeit darf nur begründet werden, wenn eine freie Planstelle der entsprechenden oder einer höheren Besoldungsgruppe („Wertigkeit“) vorhanden ist. Die Zahl der einzelnen Planstellen der Planstellenübersicht darf keinesfalls überschritten werden. Sollten noch freie Mittel für die Einstellung eines weiteren Beamten vorhanden sein (etwa weil Planstellen unbesetzt geblieben sind und daher Personalausgaben eingespart wurden), ist hiermit keine Ermächtigung verbunden, einen weiteren Beamten über die vorgegebene Zahl der Planstellenübersicht hinaus einzustellen. Die Gesamtzahl der in der Planstellenübersicht ausgebrachten Beamtenstellen darf zu keinem Zeitpunkt überschritten werden (kein Jahresdurchschnittswert).
Nach § 3 Abs. 2 HGrG werden durch einen Haushaltsplan Ansprüche oder Verbindlichkeiten weder begründet noch aufgehoben. Damit ist der Haushaltsplan für Dritte keine Rechtsgrundlage, auf die sie sich bei Ansprüchen oder Verbindlichkeiten gegen den Staat berufen können. Eine Einstellung in den öffentlichen Dienst kann also von einem Bewerber nicht damit begründet werden, dass im Haushaltsplan freie Planstellen vorhanden seien. Die Personalentscheidung setzt eine vorherige Organisationsentscheidung voraus, so dass Art. 33 Abs. 2 GG lediglich die Art und Weise einer Ämterbesetzung regelt.

## Dienstposten
Dienstposten sind organisatorisch die dauerhafte Zusammenfassung von Aufgaben für die Wahrnehmung durch eine Person. Dienstposten müssen haushaltswirtschaftlich mit einer Planstelle untersetzt werden. Der Personalbedarf, der zur Erfüllung bestimmter Aufgaben in einer Dienststelle benötigt wird, wird in Dienstposten bemessen. Aufgaben, die einen Beamten voll auslasten, werden in Dienstposten bewertet. Planstellen sind als Grundlage der Aufbauorganisation haushaltsrechtlich die Ermächtigung zur Beschäftigung und Bezahlung von Personen. Zahl und Art freier Dienstposten bestimmen sich nach Haushaltsrecht, (exekutiver) Organisationsgewalt sowie den Haushaltsgrundsätzen der Wirtschaftlichkeit und Sparsamkeit (§§ 6, 19 Abs. 2 HGrG).

## Stelle im organisatorischen Sinne
Die Begriffe Planstelle (für Personen in einem öffentlich-rechtlichen Dienstverhältnis) und Stelle (für Personen in einem privatrechtlichen Arbeitsverhältnis) im haushaltswirtschaftlichen Sinne sind vom Begriff „Stelle“ im organisatorischen Sinne zu unterscheiden. Mit einer Stelle im organisatorischen Sinne ist der konkrete Arbeitsplatz oder Dienstposten gemeint, auf dem ein Arbeitnehmer oder Beamter in einer Behörde tätig ist. Mit einer Stellenausschreibung wird dementsprechend nicht eine Planstelle oder Stelle im haushaltswirtschaftlichen Sinne zur Besetzung angeboten, sondern ein Arbeitsplatz oder ein Dienstposten im organisatorischen Sinne.

## Privatwirtschaft
Auch außerhalb des öffentlichen Sektors hat sich der Begriff der Planstelle eingebürgert. Planstellen sind hier organisatorisch die konkret mit einer Organisationseinheit verknüpften einzelnen Positionen in einem Unternehmen, denen bestimmte Aufgaben aufgrund einer Stellenbeschreibung zugewiesen sind.

## Österreich
Als Maßzahl zur Bestimmung der Personalkapazität des Bundes wird in Österreich das Vollbeschäftigungsäquivalent herangezogen.